# گمینا ویشکوف
گمینا ویشکوف (به لهستانی:  Gmina Wyszków) یک گمینا در لهستان است که در شهرستان وشکوف واقع شده‌است. گمینا ویشکوف ۱۶۵٫۶ کیلومتر مربع مساحت و ۳۹٬۱۶۱ نفر جمعیت دارد.